# Eleanor Roosevelt National Historic Site
L'Eleanor Roosevelt National Historic Site est un site historique national américain à Hyde Park, dans le comté de Dutchess, dans l'État de New York. Créé le 27 mai 1977, il est inscrit au Registre national des lieux historiques depuis le 20 mars 1980.